# Черталы
Черталы́ (тат. Чуртанлы) — деревня в Муромцевском районе Омской области России, в составе Мысовского сельского поселения.
Население — 185 человек (2010).

## География
Деревня расположена в пределах северо-западной периферии Барабинской низменности, относящейся к Западно-Сибирской равнины на левом берегу реки Тары, на высоте 73 метра над уровнем моря. Для местности, в которой расположена деревня, характерны пойменные кислые почвы.
По автомобильным дорогам расстояние до административного центра сельского поселения села Мыс составляет 5 км, до районного центра посёлка Муромцево — 12 км, до областного центра города Омск — 220 км.
Часовой пояс
Черталы находится в часовой зоне МСК+3. Смещение применяемого времени относительно UTC составляет +6:00. Истинный полдень — 09:42:18 по местному времени

## История
Юрты Черталинские возникли на заре русской колонизации притарских земель. В материалах Сибирского приказа упоминается поселение Кожбахма Сарыбаева, оно же Черталинское. На рубеже XVII—XVIII веков в юртах проживали ясашные татары, которые имели в своем владении пашенные, сенокосные угодья, лесные урочища, пригодные для ловли и убоя зверя. Позднее татары были положены на подушный оклад наравне с государственными крестьянами из расчёта 30 десятин на душу. По указу Сената от 2 января 1823 года эти земли были отмежеваны от крестьянских владений, лишние земли были переданы в казну.
До II половины XIX века Черталинские юрты размещались на правом берегу Тары. В наше время на этом месте прослеживаются следы татарских могил. Значительные по площади сенокосные угодья и леса черталинские татары сдавали в аренду крестьянам ближайших деревень. Перенесение юрт на левый берег было вызвано интенсивным освоением отведенных им когда-то на правобережье угодий смоленскими переселенцами в 40-50 гг. XIX века. Черталинским татарам в счёт утраченных угодий, занятых переселенцами, были выделены поля и сенокосы на левобережье, куда они и переселились. В 1850-е годы в селении уже имелась мечеть, которая вскоре стала соборной, здание мечети сохранилось и является памятником архитектуры.
В 1916 году на 52 самостоятельных хозяйства приходилось 254 десятины пахотных земель, 38 десятин заливных и 65 десятин суходольных лугов. В посевах преобладали овёс — 78 десятин и яровая пшеница — 48 десятин, ржи засевали только 9 десятин. Хлебопашеством занималась часть населения, остальные предпочитали сдавать угодья в аренду. В хозяйственной деятельности больше внимания уделялось животноводству. В деревне имелось 190 рабочих лошадей, молодняка свыше 60 голов, 410 голов крупного рогатого скота, в том числе 300 коров, 256 голов овец и ни одной свиньи. В 1909 году в юртах имелось две молочных лавки, маслодельный завод.
В 1920 году открываются школа (в 1920-30-х годах в начальной школе преподавался татарский язык), изба-читальня, в конце 1921 года был избран сельский совет. Сельсовет просуществовал в деревне до середины 1950-х годов. В 1928 году на средства сельсовета было построено новое здание школы. В 1924 году часть домохозяев вошла в состав Мысовской маслоартели. В начале [928 года было организовано машинное товарищество «Беренче-Атлам». В 1931 году — колхоз «Азиат Сибири», в 1932 году — колхоз «Красный стрелок». К 1934 году в них числилось соответственно 45 и 16 дворов. В конце 1935 году колхозы сливаются в единое хозяйство «Азиат Сибири». Посевная площадь составляла почти 220 гектаров, из них 168 гектаров засевалось зернобобовыми. В 1940 году в хозяйстве работала кузница, хлебопекарня, веревочник и прочие. В декабре 1950 года колхоз объединился со смежным колхозом имени Свердлова, позднее — совхоз «Мысовский».

## Население
| 1761 | 1782 | 1897 | 1909 | 1926 | 1930 | 1939 |
| ---- | ---- | ---- | ---- | ---- | ---- | ---- |
| 60   | ↗67  | ↗280 | ↗340 | ↗388 | ↗518 | ↘450 |
| 1959 | 1989 | 2010 |      |      |      |      |
| ↘246 | ↘218 | ↘185 |      |      |      |      |

## Социальная инфраструктура
Представлена начальной школой, фельдшерско-акушерским пунктом, клубом, магазином.